# Двенадцать месяцев (балет)
«Двенадцать месяцев» — балет Б. Л. Битова в 4 актах (8 картинах) по мотивам чешской народной сказки, а также одноимённой пьесы-сказки С. Я. Маршака. Балет был впервые поставлен 16 мая 1954 года на сцене Ленинградского Малого театра. Автор либретто А. Г. Хандамирова; балетмейстер Б. А. Фенстер, художник Т. Г. Бруни, дирижёр Е. М. Корнблит. В первой постановке партию Добрунки исполнила В. М. Станкевич, Иржика — B. C. Зимин, Королевы Ренаты — Г. И. Исаева, Мачехи — Н. Н. Латонина, Злобоги — М. Б. Даровская, Канцлера — Н. Н. Филипповский, Начальника королевской стражи — Н. С. Соколов. Балет ставился и в других городах страны: в Вильнюсе (1958 год, балетмейстер Б. Ю. Келбаускас) и Казани (1962 год, балетмейстер С. М. Тулубьева).
Для композитора Б. Л. Битова «Двенадцать месяцев» стал первым балетом. После первоначального прослушивания в Союзе композиторов ему пришлось переработать редакцию. В работе над произведением композитору помогал советами постановщик балета Б. А. Фенстер. Поскольку в произведении использованы мотивы чешской народной сказки, при работе над ним композитору пришлось хорошо изучить чешскую народную музыку. Член балетного ансамбля Национального театра в Праге Властимил Илек писал «Партитуру балета „Двенадцать месяцев“ можно назвать чешской по ее общему колориту, ритму и светлой природе мелодических интонаций». В музыку было включено множество чешских танцев.

## Действующие лица
- Добрунка, сирота
- Мачеха
- Злобога, дочь Мачехи
- Королева Рената
- Канцлер
- Иржик, солдат
- Гувернантка
- Министр
- Магистр
- Братья-месяцы
- Учитель
- Начальник королевской стражи
- Портниха
- Бронзовые рыцари
- Зайцы
- Белка
- Фокусник
- Герольд
- Молодёжь

## Либретто
Королевский дворец. Слуги моют полы и вытирают пыль. Входят Министр, Канцлер, придворные дамы, Учитель, Гувернантка. Затем вбегает королева Рената, у которой должен быть урок. Она капризничает и шалит. Королеве показывают новое платье для новогоднего бала, украшенное искусственными подснежниками. Искусственные цветы не устраивают королеву, она срывает их и требует живых подснежников. Королева составляет указ, согласно которому тот, кто принесёт ей к Новому году корзину подснежников, получит корзину золота.
Городская площадь. Все веселятся и танцуют вокруг ёлки. Солдат Иржик, которого королева отправила в лес за ёлкой, замечает сироту Добрунку, несущую вязанку хвороста. Иржик дарит Добрунке ёлочную игрушку и приглашает на танец, но она спешит домой к злой мачехе. Герольд торжественно зачитывает королевский указ. Народ смеётся над указом.
Добрунка возвращается домой. Мачеха и её дочь Злобога примеряют новые платья у печи. Добрунка хочет подойти к очагу погреться, но они её отталкивают. Звучит труба Герольда. Мачеха выходит на улицу, затем возвращается в компании Герольда и молодёжи. Ознакомившись с указом, она отправляет Добрунку в лес за подснежниками.
Зимний лес. Добрунка от страха забирается на ель. Приходит Иржик и начинает рубить дерево. Добрунка падает. Иржик её успокаивает, играет с ней в снежки и они прощаются. Начинается метель. Добрунка выходит на поляну, где видит сидящих у костра двенадцать братьев-месяцев. Братья приветливо её встречают. Добрунка рассказывает им, что злая мачеха послала её в лес за подснежниками. Братья-месяцы решают ей помочь. Январь на время передаёт Апрелю волшебный жезл. Апрель взмахивает им и начинается весна, а из-под снега появляются подснежники. Апрель дарит Добрунке волшебное кольцо. Добрунка собирает цветы в корзину, благодарит братьев и уходит. Январь получает жезл обратно. Снова начинается зима.
В доме Мачехи встречают Новый год. Появляется Добрунка и дарит гостям цветы. Мачеха и Злобога отбирают цветы и обиженные гости уходят. Они берут у Добрунки цветы, отнимают волшебное кольцо и отправляются во дворец.
Зал королевского дворца с огромной ёлкой. Танцуют заводные игрушки. Бронзовые рыцари сходят с пьедесталов и тоже танцуют. Появляются Мачеха и Злобога с подснежниками, собравшиеся ликуют. Мачеха и Злобога требуют обещанное золото, но Иржик рассказывает, что видел корзину в руках у Добрунки, а значит цветы собрала она. Королева приказывает всем отправиться в лес за подснежниками, а Мачеха и Злобога должны показать дорогу.
Вместе со всеми в лес приходит и Добрунка. По просьбе Добрунки королева приказывает вернуть ей волшебное кольцо. Добрунка бросает кольцо и наступает весна. Расцветают подснежники, но когда собравшиеся прикасаются к ним, они превращаются в снег. Приходит Январь, становится холодно и начинается метель. Январь даёт Мачехе и Злобоге собачьи шкуры, они дерутся и превращаются в собак. Этих собак запрягают в сани, и королева уезжает на них из леса. Уходят и придворные. Выходят братья-месяцы и прощаются с Добрункой. Иржик приглашает её на танец. Все весело танцуют.